# Pleasure and Pain (album de Theatres des Vampires)
Pour les articles homonymes, voir Pleasure and Pain.
Pleasure And Pain est le septième album du groupe italien de metal gothique Theatres des Vampires. Ce CD marque la mise en avant de Sonya Scarlet, devenue leader du groupe alors qu'elle occupa le poste de chanteuse secondaire entre 1999 et 2004. Pleasure And Pain fait surface le 10 novembre 2005. Chronologiquement, ce septième effort se situe entre Nightbreed Of Macabria (2004) et Desire of Damnation (2007).

## Chansons
1. Pleasure And Pain - 04:04
2. Never Again - 03:26
3. Rosa Mistero - 04:04
4. Solitude - 03:37
5. My Lullaby - 04:02
6. Forever In Death - 03:49
7. Let Me Die - 04:44
8. Black Mirror - 03:32
9. Reason And Sense - 05:32

Bonus tracks :
1. Mater Tenebrarum (Goblin Cover) - 03:54
2. Pleasure And Pain (Mixed By Das Ich) - 03:59

## Crédits

### Composition du groupe
- Sonya Scarlet - chant
- Fabian Varesi - claviers
- Gabriel Valerio - batterie
- Zimon Lijoi - basse
- Robert Cufaro - guitares

### Guest
- Flegias of Necrodeath - chant masculin hurlé sur "Forever in Death"
- Dhilorz of Ancient - chant masculin hurlé sur "Black Mirror"
- Nicholas of Ensoph - voix masculine sur "Pleasure and Pain"
- Giampaolo Caprino of Stormlord - chant clair masculin sur tous les titres.
- Bruno Kramm (Das Ich) - remix du titre éponyme "Pleasure And Pain".